# Vagão fechado

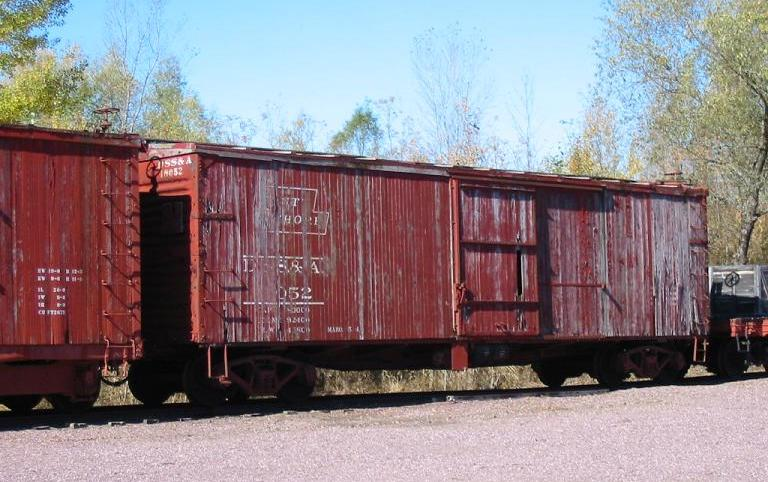
Um exemplar típico de vagão fechado no museu ferroviário Mid-Continent em Norte Freedom, Wisconsin, EUA.

Um vagão fechado é um tipo de vagão de trem usado para transporte de cargas. Na América do Norte, é especificamente conhecido por boxcar. Embora não seja o estilo mais simples de vagão ferroviário, é provavelmente o mais versátil, pois pode transportar a maioria dos tipos de cargas. Os vagões fechados têm portas laterais, com tamanhos variados e para diferentes tipos de operação.

## Utilização

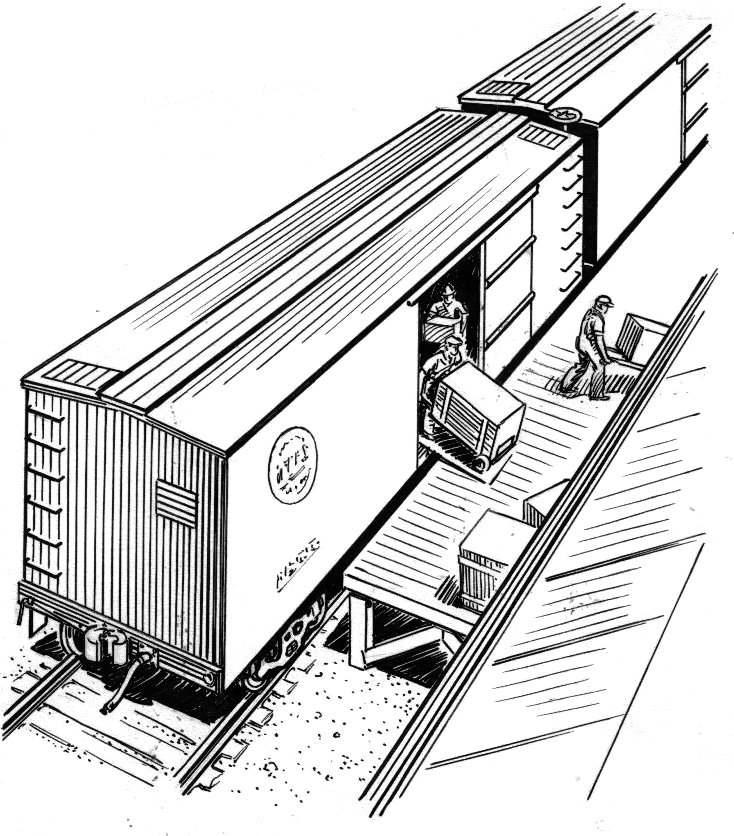
Ilustração de um vagão fechado sendo descarregado manualmente

Os vagões fechados podem levar a maioria dos tipos de frete. Originalmente eles eram carregados manualmente, mas com o desenvolvimento de sistemas de assistência mecânica, tais como empilhadeiras, este passaram a ser carregados e esvaziados mais rapidamente. Por sua natureza generalista, a carga e a descarga são mais lentas que em outros tipos especializados de vagão, o que explica em parte a queda na quantidade de vagões fechados após a II Guerra Mundial. A outra causa para este declínio é a mudança drástica do transporte de carga para o uso de contentores (contêineres). Efetivamente, sendo um vagão sem as rodas e um chassi, um contêiner é projetado para uso no transporte intermodal de cargas, seja por navios de contêineres, caminhões ou trens, e podem ser entregues porta-a-porta. 
Vagões fechados foram foram usados para mercadorias a granel, como carvão, especialmente no Oeste dos Estados Unidos no início do século XX. Este uso foi suficientemente difundido, de modo que várias empresas desenvolveram carregadores concorrentes para automatizar o carregamento de carvão. Em 1905, de 350 a 400 dessas máquinas estavam em uso, principalmente nas minas carvoeiras do Centro-Oeste americano.

## Dimensões
As dimensões mais comuns para vagões fechados são 50 ft 6 in (15.39 m) 60 ft 9 in (18.52 m) de comprimento, 9 ft 4 in (2.84 m) a 
9 ft 6 in (2.90 m) de largura, e 10 ft 11 in (3.33 m) a 11 ft 0 in (3.35 m) de altura. Um vagão fechado de teto mais elevado possui 13 ft 0 in (3.96 m) de altura. Estas são as dimensões internas. As dimensões exteriores correspondentes seriam 55 ft 5 in (16.89 m) a 
67 ft 11 in (20.70 m) de comprimento, e 10 ft 6 in (3.20 m) a 10 ft 8 in (3.25 m) de largura.

## Vagões fechados especiais
Nos últimos anos, vagões fechados de alta capacidade cúbica (hicube) têm se tornado mais comuns nos Estados Unidos. Estes são mais altos do que os vagões fechados regulares e, assim sendo, só podem ser usados em rotas com o aumento do espaço livre de segurança (ver gabarito estrutural). O excesso de altura da secção do final do vagão é muitas vezes pintado com uma faixa branca, de modo a ser facilmente visível se erroneamente atribuído a uma linha com baixa altura operacional.

## Uso para passageiros

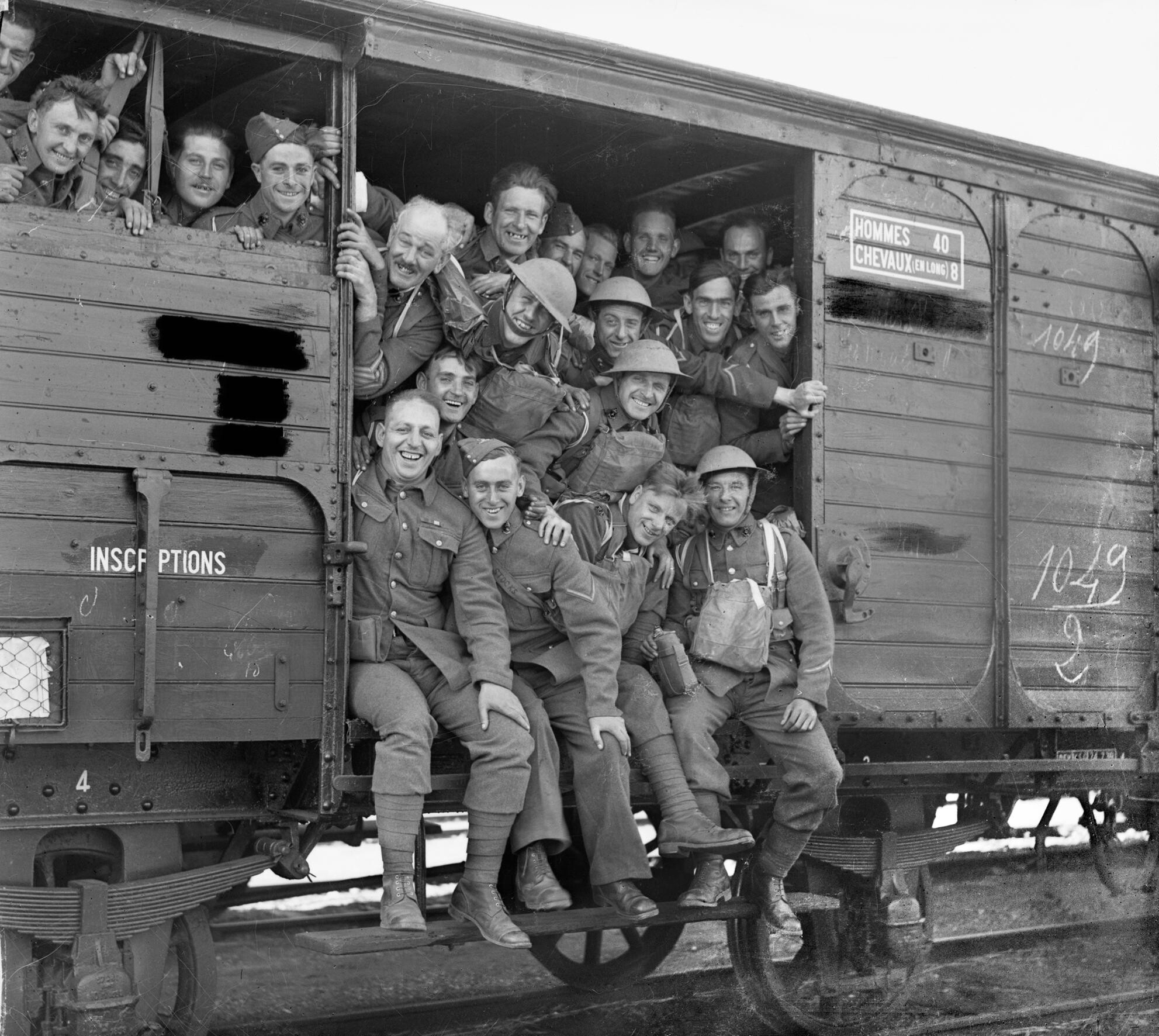
Soldados britânicos a bordo de um vagão et quarante huit, na França, em 1939. O sinal pintado em estêncil no canto superior direito da imagem diz "HOMMES 40 : CHEVEAUX 8", que significa "40 Homens : 8 Cavalos"

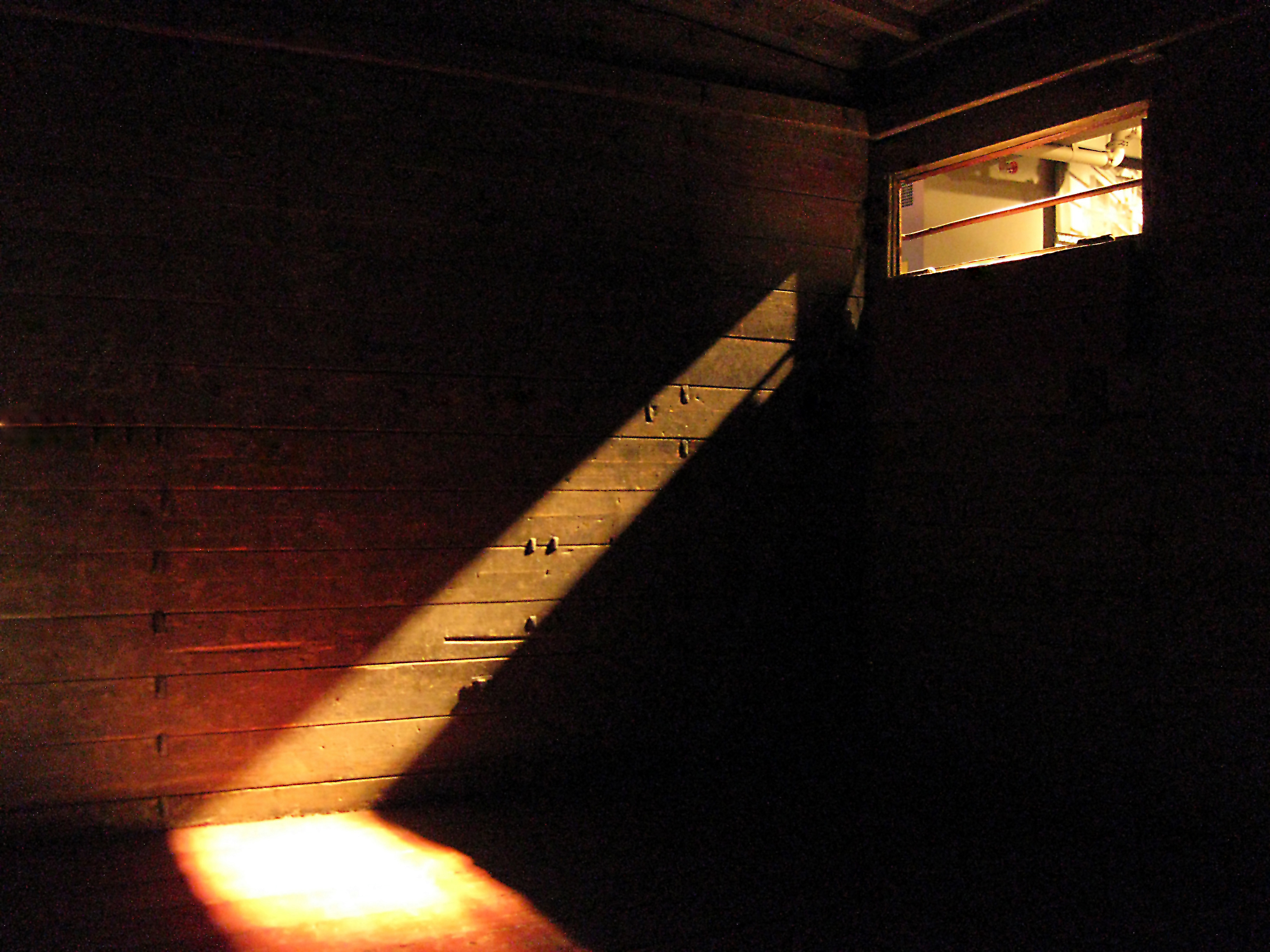
Interior de um vagão fechado usado pela Alemanha Nazista para o transporte de prisioneiros enviados a campos de concentração durante a II Guerra Mundial

Os vagões fechados foram usados para o transporte de passageiros, especialmente durante as guerras. Em ambas as guerras mundiais, os vagões franceses conhecido como quarante-et-huit (40/8) foram utilizados como meio de transporte de tropas, bem como para o transporte de mercadorias; na II Guerra Mundial , primeiro, pelas forças francesas, em seguida, as alemãs, e, finalmente, pelos Aliados. Além de soldados, os alemães transportavam prisioneiros em vagões lotados durante o regime nazista, e um valor não revelado número de soldados alemães capturados pelo Exército dos EUA morreu por asfixia, em vagões americanos que os transportavam da linha de frente para campos de prisioneiros de guerra em março de 1945. O mesmo tipo de transporte foi utilizado pela União Soviética durante as décadas de 1930 e de 1940, quando mais de 1,5 milhão de pessoas foram transferidas para a Sibéria e outras áreas de diferentes países e áreas incorporadas à União Soviética.

Os hobos (um tipo de trabalhador sem-teto itinerante), muitas vezes viajavam em vagões nas suas viagens pelos Estados Unidos, uma vez que eles eram fechados e, portanto, dificultavam a vista das equipes de segurança ou da polícia, além de possuírem, de alguma forma, isolamento contra o clima frio.